# Lijst van voetbalinterlands Burundi - Palestina
Deze lijst van voetbalinterlands is een overzicht van alle officiële voetbalinterlands tussen de nationale teams van Burundi en Palestina. De landen hebben tot nu toe een keer tegen elkaar gespeeld. De eerste ontmoeting was een vriendschappelijk wedstrijd in Dhaka (Bangladesh) op 25 januari 2020.

## Wedstrijden
| № | Plaats | Datum           | Competitie        | Wedstrijd           | Uitslag |
| - | ------ | --------------- | ----------------- | ------------------- | ------- |
| 1 | Dhaka  | 25 januari 2020 | Vriendschappelijk | Palestina − Burundi | 3 − 1   |

## Samenvatting
| Competitie        | Totaal gespeeld | Winst Burundi | Gelijk | Winst Palestina | Doelsaldo Burundi – Palestina |
| ----------------- | --------------- | ------------- | ------ | --------------- | ----------------------------- |
| Vriendschappelijk | 1               | 0             | 0      | 1               | 1 − 3                         |
| Totaal            | 1               | 0             | 0      | 1               | 1 − 3                         |

Wedstrijden bepaald door strafschoppen worden, in lijn met de FIFA, als een gelijkspel gerekend.
FFB · Burundees vrouwenelftal · Olympisch elftal
Interlands
Tegenstander:
Algerije ·
Angola ·
Bahrein ·
Bangladesh ·
Benin ·
Botswana ·
Burkina Faso ·
Centraal-Afrikaanse Republiek ·
Comoren ·
Congo-Brazzaville ·
Congo-Kinshasa ·
Djibouti ·
Egypte ·
Eritrea ·
Ethiopië ·
Gabon ·
Gambia ·
Ghana ·
Guinee ·
Indonesië ·
Ivoorkust ·
Kameroen ·
Kenia ·
Lesotho ·
Liberia ·
Madagaskar ·
Malawi ·
Mali ·
Marokko ·
Mauritanië ·
Mauritius ·
Myanmar ·
Namibië ·
Niger ·
Nigeria ·
Oeganda ·
Palestina ·
Rwanda ·
Senegal ·
Seychellen ·
Sierra Leone ·
Soedan ·
Somalië ·
Tanzania ·
Tunesië ·
Zambia ·
Zimbabwe ·
Zuid-Afrika ·
Zuid-Soedan
PFF · 
Bondscoaches · 
A-internationals · 
Palestijns vrouwenelftal
1953 – 1959 ·
1960 – 1969 ·
1970 – 1979 ·
1980 – 1989 ·
1990 – 1999 ·
2000 – 2009 ·
2010 – 2019 ·
2020 − 2029
Afghanistan ·
Australië ·
Azerbeidzjan ·
Bahrein ·
Bangladesh ·
Bhutan ·
Burundi ·
Cambodja ·
Chili · 
China ·
Comoren ·
Egypte ·
Filipijnen ·
Griekenland ·
Guam ·
Hongkong ·
India ·
Indonesië ·
Irak ·
Iran ·
Japan ·
Jemen ·
Jordanië ·
Kazachstan ·
Kirgizië ·
Koeweit ·
Libanon ·
Libië ·
Malediven ·
Maleisië ·
Marokko ·
Mauritanië ·
Mongolië ·
Myanmar ·
Nepal ·
Noord-Korea ·
Oezbekistan ·
Oman ·
Oost-Timor ·
Pakistan ·
Qatar ·
Saoedi-Arabië ·
Seychellen ·
Singapore ·
Soedan ·
Sri Lanka ·
Syrië ·
Tadzjikistan ·
Taiwan ·
Tanzania ·
Thailand · 
Turkmenistan ·
Verenigde Arabische Emiraten ·
Vietnam ·
Zuid-Korea